# 杨珙 (建安郡公)
楊珙（?—?），庐州合肥县人，五代十国杨吴宗室，杨溥的兄子，杨行密的孙子。
楊珙开始封为南昌郡公。乾貞元年（927年），杨珙被杨溥封为建安王。南唐受禅，楊珙等十二个吴国宗室降封为公。楊珙领康化军节度使（驻池州），兼中书令，939年，楊珙称病罢官，回到永宁宫去世。
杨溥的三个哥哥中，二哥杨隆演仅有一子见于《十国春秋》，三哥杨濛尚在人世且和楊珙一并被封为常山王。故杨珙很可能是杨溥大哥杨渥之子。